# Bitva o Guadalcanal
Bitva o Guadalcanal probíhala ve dnech 7. srpna 1942 až do 9. února 1943 a stala se jednou z nejdůležitějších bitev druhé světové války svedených v Tichomoří. Uskutečnila se v oblasti ostrova Guadalcanal, patřícího do souostroví Šalomounových ostrovů.
Bitva byla svedena mezi silami Spojenců, především Spojených států, a japonskou císařskou armádou a císařským námořnictvem na zemi, na moři a ve vzduchu. Skončila vítězstvím Spojenců, které bylo, spolu s vítězstvím v bitvě u Midway, počátečním krokem ke zdolání dočasné japonské hegemonie v Asii a v Tichém oceánu. Tato bitva byla současně první velkou ofenzívou Spojenců proti Japonskému císařství. Bojištěm byly kromě samotného ostrova Guadalcanal také okolní vody a ostrovy v jižních Šalomounových ostrovech.
Spojenecká vojska, složená hlavně z jednotek námořní pěchoty Spojených států (USMC), zahájila ráno 7. srpna 1942 vyloďování na ostrov Guadalcanal a sousední ostrovy Tulagi, Gavutu a Tanambogo, aby zabránila trvalému použití Guadalcanalu Japonci. Ti zde stavěli vojenské letiště s cílem ohrozit zásobovací trasy mezi USA a Austrálií. Spojenci též potřebovali tento ostrov pro svůj další postup. Vylodění Spojenců Japonce překvapilo, takže v první fázi Spojenci rychle dosáhli velkých úspěchů. Mimo jiné obsadili nedostavěné letiště, později pojmenované Hendersonovo. Nakonec v oblasti proběhly tři hlavní pozemní souboje, pět velkých námořních bitev a několik vzdušných soubojů. V prosinci roku 1942 ukončili Japonci svoje další pokusy o znovuovládnutí ostrova, své jednotky evakuovali a přenechali ostrov Spojencům. Definitivně skončila bitva o Guadalcanal 7. února 1943. Byla velkým a důležitým vítězstvím Spojenců a ukázala, že nad Japonci je možno zvítězit i v džungli, kde se do té doby zdáli být neporazitelní.

## Předehra
Ráno 7. prosince 1941 zaútočilo japonské námořnictvo na Pearl Harbor a zatáhlo tím USA do druhé světové války. Po počátečním úspěšném tažení bylo císařské námořnictvo zasaženo porážkou v bitvě u Midway, kde ztratilo čtyři těžké letadlové lodě. To umožnilo Spojencům, zejména Spojeným státům, přejít do protiútoku.
Jelikož Japonci ztratili většinu svých těžkých letadlových lodí, nutně potřebovali dokončit rozestavěné letiště na Guadalcanalu. Pokud by se jim je podařilo dokončit, ohrožovali by tím spojenecké zásobovací trasy z USA do Austrálie a na Nový Zéland, poskytovalo by jim krytí pro japonskou základnu v Rabaulu a také možný výchozí bod pro invazi na Fidži, Novou Kaledonii a na Samou. Japonci plánovali umístit na letišti po jeho dokončení 45 stíhaček a 60 bombardérů.
Spojenecký plán na útok prosadil admirál Ernest King, vrchní velitel Námořnictva Spojených států. Úkolem bylo zajistit bezpečnost spojeneckých námořních tras, izolovat japonskou základnu v Rabaulu a také podpořit tažení na Nové Guineji pod velením Douglase MacArthura a umožnit v budoucnu znovuzískání Filipín. Původně bylo úkolem získat ostrovy Tulagi a Santa Cruz, ale americká rozvědka v červenci 1942 zjistila, že Japonci na Guadalcanalu staví letiště. Proto byl vynechán Santa Cruz a do operačních plánů byl přidán Guadalcanal.
Při přípravě na útok byl odeslán generálmajor námořní pěchoty Alexander Vandegrift s 1. divizí námořní pěchoty na Nový Zéland. Mnoho námořních, leteckých a pozemních sil bylo odesláno na Fidži, Samou, Nové Hebridy a do Nové Kaledonie. Operace byla pojmenována Watchtower (~ Strážní věž) a její velení bylo umístěno na Nové Hebridy. 75 válečných a přepravních lodí z USA i Austrálie bylo umístěno blízko Fidži pro nastávající operaci 26. července 1942. 16 000 vojáků námořní pěchoty (US Marine Corps) pod vedením generála Vandegrifta bylo připraveno pro vylodění.

## Boj o Guadalcanal

### Vylodění

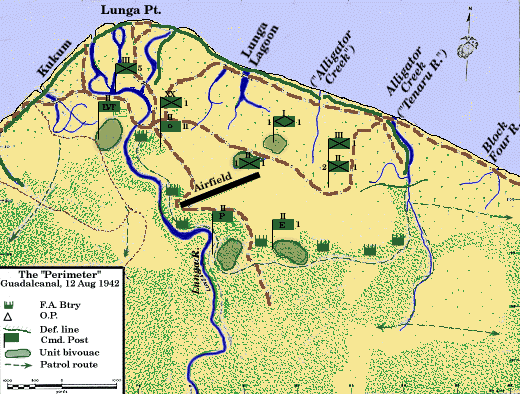
Rozmístění obranných pozic americké 1. divize USMC na Lunga Point k 12. srpnu 1942 (D+5)

K vylodění došlo 7. srpna 1942 a setkalo se jen s malým odporem. 8. srpna Američané dobyli téměř bez odporu letiště a přejmenovali ho na Henderson Field. Japonci však rychle odpověděli a porazili americké loďstvo u ostrova Savo. Americká námořní pěchota však navzdory sílícím útokům Japonců vydržela.
K nejvýznamnějším japonským útokům došlo 18. srpna a 13. září. První útok byl odražen, ale během druhého už Japonci téměř uspěli. Další velký japonský útok proti Hendersonovu letišti proběhl 24. a 25. října a byl s velkými ztrátami, zvláště na japonské straně, odražen. Boj však zatím rozhodnut nebyl.

### Kruté boje

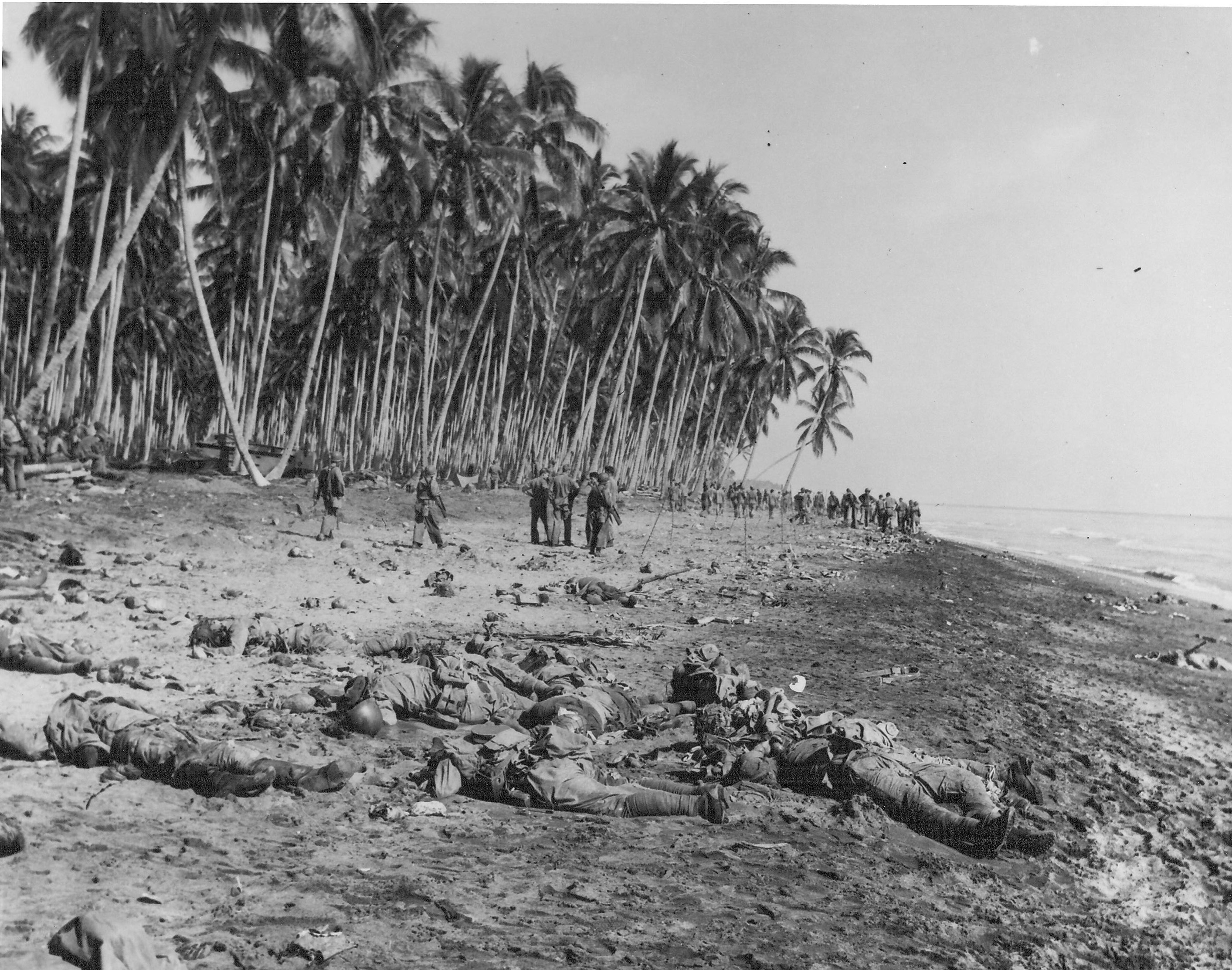
Mrtví japonští vojáci, kteří zahynuli při útoku na americké pozice 21. srpna 1942

Boj o Guadalcanal trval na souši i na moři až do začátku roku 1943, kdy se Japonci rozhodli z ostrova stáhnout. Nebyli schopni nahrazovat pokračující ztráty. Američané už navíc měli od poloviny listopadu 1942 situaci pevně v rukou. Předtím byli Japonci rozhodnuti Američany vytlačit stůj co stůj a učinili mnoho pokusů vylodit posily prostřednictvím tzv. tokijského expresu („krysí transporty“). Japonské lodní konvoje však byly zranitelné, a to nejen kvůli letadlům z Hendersonova letiště, ale i silám amerického námořnictva v oblasti. V listopadu 1942 Japonci vynaložili maximální úsilí s cílem Američany na Guadalcanalu porazit.

### Klíčové námořní bitvy
V noci z 8. na 9. srpna 1942 se skupina 7 japonských křižníků a jednoho torpédoborce pod velením viceadmirála Mikawy přiblížila k ostrovu Savo s cílem zničit transportní lodě dodávající materiál na pevninu. Překvapivým útokem se jim podařilo v rychlém sledu potopit 4 americké křižníky a další dva torpédoborce a jeden křižník těžce poškodit, zatímco sami neztratili ani jedno plavidlo. Japonské lodě nyní mohly pokračovat k bezbranným transportním lodím, ale Mikawa další postup odvolal, protože se obával amerického leteckého útoku. Americké letadlové lodě přitom v té době nebyly v oblasti přítomny. Americké transportní lodě po zprávách o bitvě urychleně odpluly, aniž by vylodily všechen materiál. I přesto se jednalo z japonské strany o promeškanou příležitost.
24. srpna zaútočila japonská letadla z letadlové lodě Rjúdžó na Hendersonovo letiště, ale bez významného úspěchu. Americká letadla potopila Rjúdžó a jeden torpédoborec, výměnou za těžké poškození americké letadlové lodě Enterprise. 
V noci z 11. na 12. říjen došlo k bitvě u mysu Esperance. Další japonský křižník a torpédoborec byly potopeny za cenu jednoho amerického torpédoborce a několika poškozených křižníků. Střetnutí nemělo významný strategický dopad, ale ukázalo výrazné zlepšení amerických dovedností v nočních bitvách. 
25. až 27. došlo k dalšímu střetu letadlových lodí v bitvě u ostrovů Santa Cruz. Americké síly ztratily letadlovou loď Hornet, čímž se jedinou letadlovou lodí v oblasti stala Enterprise, která byla navíc poškozena. Japonské ztráty, zejména na letadlech a pilotech, společně s poškozením jejich letadlových lodí ovšem znamenaly, že tohoto vítězství nemohli nijak využít.
K rozhodujícím námořním operacím došlo 12. až 15. listopadu, kdy se obě loďstva znovu střetla ve vodách u ostrova Savo (viz Bitva u Guadalcanalu). Japonská formace zahrnující mimo jiné 2 bitevní křižníky se utkala v noci na 13. listopad s americkými silami složenými z křižníků a torpédoborců. V průběhu bitvy Japonci potopili tři americké torpédoborce a dva křižníky a i přes své vlastní ztráty mohli pokračovat dále ostřelovat Hendersonovo letiště a vylodit své vlastní posily na souš. Japonský admirál se ovšem rozhodl útok pozastavit. Příštího dne se americkým letounům podařilo dostihnout a potopit jeden z bitevních křižníků Hiei, který byl těžce poškozený z předchozích bojů. V noci ze 14. na 15. listopad se japonské lodě pokusily znovu přiblížit, přičemž narazily na odpor dvou amerických bitevních lodí South Dakota a Washington, které tvořily poslední významnou bojeschopnou část amerického námořnictva v oblasti. I přes problémy South Dakoty s jejími elektrickými systémy, které ji vyřadily z boje, se Washingtonu podařilo potopit japonskou bitevní loď Kirišima, což přimělo zbytek japonské formace k ústupu.
Japonské námořní úsilí se poté omezilo na zásobovací mise pro vojáky na pevnině. Při pokusu o zmaření jedné z těchto misí v noci 30. listopadu se 8 japonských torpédoborců střetlo s daleko silnější americkou flotilou zahrnující několik křižníků. I přes tento silový nepoměr se Japoncům, částečně kvůli nerozhodnosti amerického kontradmirála a obecnému podcenění nesmírné účinnosti japonských torpéd, podařilo se ztrátou pouze 1 torpédoborce potopit 1 křižník a těžce poškodit 3 další, což je na několik měsíců vyřadilo z boje. Tento střet, známý jako bitva u Tassafarongy, byl z taktického hlediska pro Američany drtivou porážkou. Hlavní cíl se, jako už obvykle, ale Japoncům splnit nepodařilo. Zásoby a materiál zanechávané na pobřeží systematicky ničily americké nálety a situace na souši se pro ně neustále zhoršovala. Nakonec bylo rozhodnuto o evakuování zbylých japonských sil z Guadalcanalu.
7. února 1943 byla bitva o ostrov Guadalcanal a jeho okolí definitivně ukončena.

## Obraz v kultuře
Bitvu o Guadalcanal přibližuje román amerického spisovatele Jamese Jonese The Thin Red Line (česky: Tenká červená linie) z roku 1962 a dva stejnojmenné filmy natočené na námět této knihy:
- The Thin Red Line (film, 1962) – film režiséra Andrewa Martona z roku 1962
- The Thin Red Line (film, 1998) – film režiséra Terrence Malicka z roku 1998

Část pozemních bojů o Guadalcanal je zpracovaná v prvních dvou dílech amerického válečného miniseriálu The Pacific z roku 2010.
V této bitvě zahynula fiktivní postava Leo Wyatt (herec Brian Krause) v seriálu Čarodějky.

#### V češtině
- BRAND, Max. Stíhací peruť na Guadalcanalu. Praha: Ivo Železný, 1999. ISBN 80-240-0245-0.
- GRIFFITH II., Samuel B. Bitva o Guadalcanal. [s.l.]: Paseka, 2001. ISBN 80-7185-410-7.
- HUBÁČEK, Miloš. Vítězství v Pacifiku. 3. vyd. Praha: Mladá fronta, 1999. 390 s. ISBN 80-204-0798-7.
- HOYT, Edwin P. Guadalcanal. [s.l.]: BETA Dobrovský, 2001. ISBN 80-7306-023-X.
- MERILLAT, Herbert C. Nezapomenutelný Guadalcanal: Úžasný výčet explozivních bojů v Pacifiku, jež zvrátily vývoj druhé světové války. Praha: Naše vojsko, 2007. ISBN 978-80-206-0902-1.
- TREGASKI, Richard. Bitva o Guadalcanal: „Válečný deník“. Olomouc: Votobia, 1997. ISBN 80-7198-183-4.

#### Cizojazyčná
- JERSEY, Stanley Coleman. Hell's Islands (The Untold Story of Guadalcanal). Texas: Texas A&M University Press, 2008. Dostupné online. ISBN 978-1-58544-616-2. (anglicky)
- FRANK, Richard B. Guadalcanal: The Definitive Account of the Landmark Battle. [s.l.]: Penguin Books, 1992. Dostupné online. ISBN 9780140165616. (anglicky)
- LUNDSTROM, John B. The First Team and the Guadalcanal Campaign: Naval Fighter Combat from August to November 1942. Annapolis: Naval Institute Press, 2005. Dostupné online. ISBN 1591144728. (anglicky)
- MILLER, JR., John. Guadalcanal: The First Offensive. Washington DC: Center Of Military History, United States Army, 1949 a 1995. Dostupné v archivu pořízeném dne 2007-12-25. (anglicky) Archivováno 25. 12. 2007 na Wayback Machine.
- HOUGH, Frank O.; LUDWIG, Verle E.; SHAW, JR., Henry I. Pearl Harbor to Guadalcanal: History of U.S. Marine Corps Operations in World War II, Volume I. [s.l.]: Historical Branch, G-3 Division, Headquarters, U.S. Marine Corps Dostupné online. Kapitola Part VI: The Turning Point: Guadalcanal. (anglicky)
- ZIMMERMAN, John L. Marines in World War II: Historical Monograph: Guadalcanal Campaign. [s.l.]: USMCR Historical Section, Division of Public Information Headquarters, U.S. Marine Corps, 1949. Dostupné online. (anglicky)